# Premio Grinzane Cavour
Der Premio Grinzane Cavour war einer der prestigeträchtigsten italienischen Literaturpreise. Er wurde von 1982 bis 2008 vom Initiator Giuliano Soria vergeben. Hauptsponsor der Finanzierung der Preise mit einem Gesamtbudget von rund fünf Millionen Euro waren die Region Piemont sowie eine Turiner Bankenstiftung.

## Liste der Preisträger

### Internationaler Preis für den besten ausländischen Roman
- 1991 Julien Green
- 1992 Günter Grass
- 1993 Czeslaw Milosz
- 1994 Robert Schneider, Carlos Fuentes
- 1995 Bohumil Hrabal
- 1996 Kenzaburo Oe
- 1997 Yves Bonnefoy
- 1998 Jean Starobinski
- 1999 Vidiadhar S. Naipaul
- 2000 Manuel Vázquez Montalbán
- 2001 Doris Lessing, Toni Morrison
- 2002 Daniel Pennac
- 2003 John Maxwell Coetzee
- 2004 Mario Vargas Llosa
- 2005 Anita Desai
- 2006 Derek Walcott
- 2007 Amitav Ghosh, Pascal Mercier
- 2008 Don DeLillo

### Preis für italienische Literatur
- 1982
  - Gennaro Manna* La casa di Napoli
  - Primo Levi Lilit
  - Antonio Terzi La fuga delle api
- 1983
  - Giorgio Vigolo* La Virgilia
  - Raffaele Crovi Fuori del paradiso
  - Cesare Greppi I testimoni
- 1984
  - Luca Desiato* Galileo mio padre
  - Virgilio Scapin La giostra degli arcangeli
  - Antonio Tabucchi Donna di Porto Pim
- 1985
  - Sebastiano Vassalli* La notte della cometa
  - Paolo Barbaro Malalali
  - Giuseppe Bonura Il segreto di Alias
- 1986
  - Giorgio Prodi* Lazzaro
  - Gianni Celati Narratori delle pianure
  - Luigi Santucci Il ballo della sposa
- 1987
  - Franco Ferrucci* Il mondo creato
  - Ermanno Olmi Ragazzo della Bovisa
  - Nico Orengo Dogana d'amore
- 1988
  - Vincenzo Consolo* Retablo
  - Manlio Cancogni Il genio e niente
  - Lalla Romano Nei mari estremi
- 1989
  - Luigi Malerba* Testa d'argento
  - Stefano Jacomuzzi Un vento sottile
  - Raffaele La Capria La neve del Vesuvio
- 1990
  - Roberto Pazzi* Vangelo di Giuda
  - Cecilia Kin Autoritratto in rosso
  - Alberto Vigevani La casa perduta
- 1991
  - Giorgio Calcagno* Il gioco del prigioniero
  - Roberto Mussapi Tusitala
  - Ferruccio Parazzoli 1994 – La nudità e la spada
- 1992
  - Gianni Riotta* Cambio di stagione
  - Paola Capriolo Il doppio regno
  - Vincenzo Cerami L'ipocrita
- 1993
  - Raffaele Nigro* Ombre sull'Ofanto
  - Cordelia Edvardson La principessa delle ombre
  - Salvatore Mannuzzu La figlia perduta
- 1994
  - Rossana Ombres* Un dio coperto di rose
  - Guido Ceronetti D.D. Deliri Disarmati
  - Laura Pariani Di corno o d'oro
- 1995
  - Luca Doninelli* Le decorose memorie
  - Alberto Arbasino Mekong
  - Francesco Biamonti Attesa sul mare
- 1996
  - Mario Rigoni Stern* Le stagioni di Giacomo
  - Paolo Barbaro La casa con le luci
  - Rosetta Loy Cioccolata da Hanselmann
- 1997
  - Marco Lodoli* Il vento
  - Paolo di Stefano Azzurro, troppo azzurro
  - Gina Lagorio Il bastardo
- 1998
  - Daniele Del Giudice* Mania
  - Silvana La Spina L'amante del Paradiso
  - Alessandro Tamburini L'onore delle armi
- 1999
  - Aurelio Picca* Tuttestelle
  - Sergio Givone Favola delle cose ultime
  - Fabrizia Ramondino L'isola riflessa
- 2000
  - Filippo Tuena* Tutti i sognatori
  - Luca Doninelli La nuova era
  - Laura Pariani La signora dei porci
- 2001
  - Diego Marani* Nuova grammatica finlandese
  - Giuseppe Bonura Le notti del cardinale
  - Manlio Cancogni Il mister
- 2002
  - Margaret Mazzantini* Non ti muovere
  - Arnaldo Colasanti Gatti e scimmie
  - Romana Petri La donna delle Azzorre
- 2003
  - Boris Biancheri* Il ritorno a Stomersee
  - Alberto Asor Rosa L'alba di un mondo nuovo
  - Clara Sereni Passami il sale
- 2004
  - Elena Gianini Belotti* Prima della quiete
  - Marina Jarre Ritorno in Lettonia
  - Andrea Vitali Una finestra vistalago
- 2005
  - Alessandro Perissinotto* Al mio giudice
  - Eraldo Affinati Secoli di gioventu
  - Maria Pace Ottieri Abbandonami
- 2006
  - Tullio Avoledo* Tre sono le cose misteriose
  - Silvia Di Natale L’ombra del cerro
  - Silvana Grasso Disio
- 2007
  - Marcello Fois* Memoria del vuoto
  - Gianni Clerici Zoo
  - Rosa Matteucci Cuore di mamma
- 2008
  - Michele Mari* Verderame
  - Elisabetta Rasy L’estranea
  - Serena Vitale L’imbroglio del turbante

(* Hauptpreisträger)

## Korruptionsaffäre
Im März 2009 wurde der Hauptinitiator des Preises Giuliano Soria wegen Verdunklungsgefahr festgenommen. Dem Literaturprofessor wurden Veruntreuung öffentlicher Gelder und Misshandlung eines Hausangestellten vorgeworfen. Soria hat die Verwendung von Literaturpreisgeldern für seine private Residenz in Turin teilweise eingeräumt.  Die Preisverleihung im Jahr 2009 wurde abgesagt und der Preis seitdem nicht mehr vergeben.